# Idiotas, Ponto.
Idiotas, Ponto. é uma série de televisão portuguesa de comédia criada por Diogo Lopes e produzida pela Brand New Territories. A série estreou a 20 de setembro de 2018, na RTP2, e conclui a transmissão a 13 de dezembro de 2018.

## Sinopse
A série gira à volta de três amigos que passam a vida a debater os seus problemas. Por outro lado, os seus problemas recaem sempre sobre pontos de vista distorcidos e sobre julgamentos precipitados que acabam por lhes levar para outros mal-entendidos.

## Elenco
- André Nunes como Carlos
- Duarte Grilo como João
- Salvador Sobral como Rui

### Elenco adicional
- João Veloso como Ferreira
- Ana Brito e Cunha como Raquel
- Nádia Santos como Luísa
- Inês Aires Pereira como Matilde
- Jorge Cruz como Araújo
- José Carlos Garcia como Fialho
- Sónia Balacó como Mónica
- Sara Salgado como Marta
- Leonor Seixas como Catarina
- Miguel Leão como Carneiro
- Sabri Lucas como Tobias
- Joana Pais de Brito como Margarida
- Vítor Norte como Fernando
- Teresa Tavares como Rita
- Helena Canhoto como Ângela
- André Pardal como Marcelino
- Jorge Corrula como Marques
- Carlos M. Cunha como Dr. Penalva
- Matilde Breyner como Carolina
- Tiago Castro como Zé Marques
- Inês Patrício como Cíntia
- João Campos como Cóboi
- Rui Luís Brás como Mário
- Salvador Nery como Diogo
- Tiago Viegas como Marlon
- Henrique Mello como Marinho
- Filipa Amaro como Rebeca
- Sofia Arruda como Beatriz
- Francisco Beatriz como Empregado
- João Cabral como Sr. Martins
- Carla Chambel como Dra. Barbosa
- Gonçalo Lello como Maurício
- Marta Melro como Sara / Sofia
- Márcia Cardoso como Rececionista
- Adérito Lopes como Macedo
- Marco Trindade como Francisco
- Tiago Felizardo como Alan
- Nela Duarte como Mulher na Plateia

## Episódios
| N.º | Título                                | Exibição original      | Audiência (espectadores) | Audiência (share) |
| --- | ------------------------------------- | ---------------------- | ------------------------ | ----------------- |
| 1   | "a filha do cego."                    | 20 de setembro de 2018 | 38 000                   | 1,9%              |
| 2   | "dudikoff ice."                       | 27 de setembro de 2018 | 9 500                    | 1,3%              |
| 3   | "marcelino, o magnífico."             | 4 de outubro de 2018   | 0                        | 0,3%              |
| 4   | "tobias, o rapper."                   | 11 de outubro de 2018  | 9 500                    | 0,7%              |
| 5   | "a defunta libidinosa."               | 18 de outubro de 2018  | 9 500                    | 1,1%              |
| 6   | "raquel...uma vida de promiscuidade." | 25 de outubro de 2018  | 28 500                   | 1,6%              |
| 7   | "o mendigo e a suicida."              | 1 de novembro de 2018  | ASD                      | ASA               |
| 8   | "os irmãos marques."                  | 8 de novembro de 2018  | 0                        | 0,1%              |
| 9   | "as gémeas libertinas."               | 15 de novembro de 2018 | 9 500                    | 0,7%              |
| 10  | "prostitutos vietnamitas."            | 22 de novembro de 2018 | 28 500                   | 1,5%              |
| 11  | "o gigolô obstinado."                 | 29 de novembro de 2018 | 9 500                    | 0,7%              |
| 12  | "ponto final (parte 1)."              | 6 de dezembro de 2018  | 19 000                   | 1%                |
| 13  | "ponto final (parte 2)."              | 13 de dezembro de 2018 | ASD                      | ASA               |

Nota: Todos os episódios estrearam na RTP Play ao meio-dia na mesma data da transmissão original televisiva.